# Campiglossa kanabaina
Campiglossa kanabaina este o specie de muște din genul Campiglossa, familia Tephritidae. A fost descrisă pentru prima dată de Munro în anul 1957.
Este endemică în Uganda. Conform Catalogue of Life specia Campiglossa kanabaina nu are subspecii cunoscute.